# Jakub Pacześniak
Jakub Pacześniak (ur. 1974 w Rzeszowie), polski poeta i tłumacz.

## Życiorys
Ukończył filologię polską i filologię słowiańską (specjalność filologia czeska) na Uniwersytecie Jagiellońskim. W prasie literackiej debiutował w 1996, najczęściej publikował w „Tygodniku Powszechnym” (do 2003), potem w „Twórczości”, pierwszy zbiór wierszy wydał w 2001. Tłumaczy z języka czeskiego. W jego przekładzie ukazało się Auteczko Bohumila Hrabala (inscenizacja w Teatrze Nowym w Poznaniu w 2005 w reżyserii i wykonaniu Aleksandra Machalicy). Przetłumaczył również libretta operowe, cykle pieśni do muzyki Antonína Dvořáka czy Leoša Janáčka (realizacje w Teatrze Wielkim - Operze Narodowej w Warszawie, Teatrze Wielkim w Łodzi).
Mieszka w Krakowie.

## Twórczość

### Poezja
- Ich pięć – arkusz poetycki, Ha!art, Kraków 2000
- Własny rachunek – zbiór wierszy, Ha!art, Kraków 2001
- w ciemności słowa – zbiór wierszy, Podkarpacki Instytut Książki i Marketingu, Rzeszów 2011
- dno oka – zbiór wierszy, Biblioteka „Toposu”, Sopot 2019

### Przekłady
- Bohumil Hrabal, Auteczko, Społeczny Instytut Wydawniczy Znak, Kraków 2003, 2009.
- Tomáš Mazal, Praga z Hrabalem, Czuły Barbarzyńca Press, Warszawa 2014.